# 아나스타샤 소코로바
아나스타샤 소코로바(Aнастасія Соколова, 1994년 11월 19일 ~ )는 우크라이나 출신의 대한민국의 모델, 배우이다.

## 경력
아나스타샤는 1994년 빈니차에서 태어났다. 2012년에 고등학교 졸업 한 다음에 폴란드, 포즈난으로 이사 하고 중국어학과 입학했다. 1년 뒤 아담미츠키에비치 대학교 한국어학과 입학 하고 2016년에 졸업했다.
2016년에 한국에 와서 조은엔터테인먼트에서 2년 트레이닝 받고 탈퇴 한 후에 모델/배우 활동 시작했다.tvN ‘사랑의 불시착’, SBS ‘열혈사제’, JTBC ‘뷰티 인사이드’, SBS ‘강남 스캔들’ 등에 단역으로 출연했으며 2020년 '굿 캐스팅’도 최강희 배우랑 출연 확정이다. 한국에 있는 교도소에 들어가 있는 외국녀 바르바라 마살리티너바 (Барбара Массаллитинова) 역할로 1회부터 출연했다.
2020년 4월 28일에 방영된 MBC every1의 ‘대한외국인’133회에서 첫 등장을 했다. 대한외국인 팀은 전 배구선수 출신 우크라이나의 아나스타샤 소코로바를 합류해 전력을 보강했다.
2022년 ‘모범가족’ 에서 릴리아 역할로 출연했다.